# 黄同文
黄同文（1949年8月—），安徽寿县人。中华人民共和国政治人物，曾任合肥市人大常委会主任。

## 简历
1974年参加工作，1973年加入中国共产党，大学学历。1974年毕业于安徽师范大学中文系。历任安徽省合肥市委宣传部干部，合肥市委对台办干事、副主任，合肥市委统战部副部长，肥东县委副书记（挂任），长丰县委副书记、县委书记兼县人武部党委书记，合肥市委常委、政法委书记，合肥市委副书记、市纪委书记，兼市行政服务中心党工委书记。2006年2月当选合肥市人大常委会主任。